# Sayed Bergaoui
Sayed Bergaoui est un footballeur tunisien. Il évolue au poste de défenseur au sein du Club africain.

## Carrière
- 1981-1992 : Club africain (Tunisie)

## Palmarès
- Vainqueur de la coupe d'Afrique des clubs champions en 1991
- Vainqueur de la coupe afro-asiatique des clubs en 1992
- Champion de Tunisie en 1990 et 1992
- Vainqueur de la coupe de Tunisie en 1992